# Евльский козёл

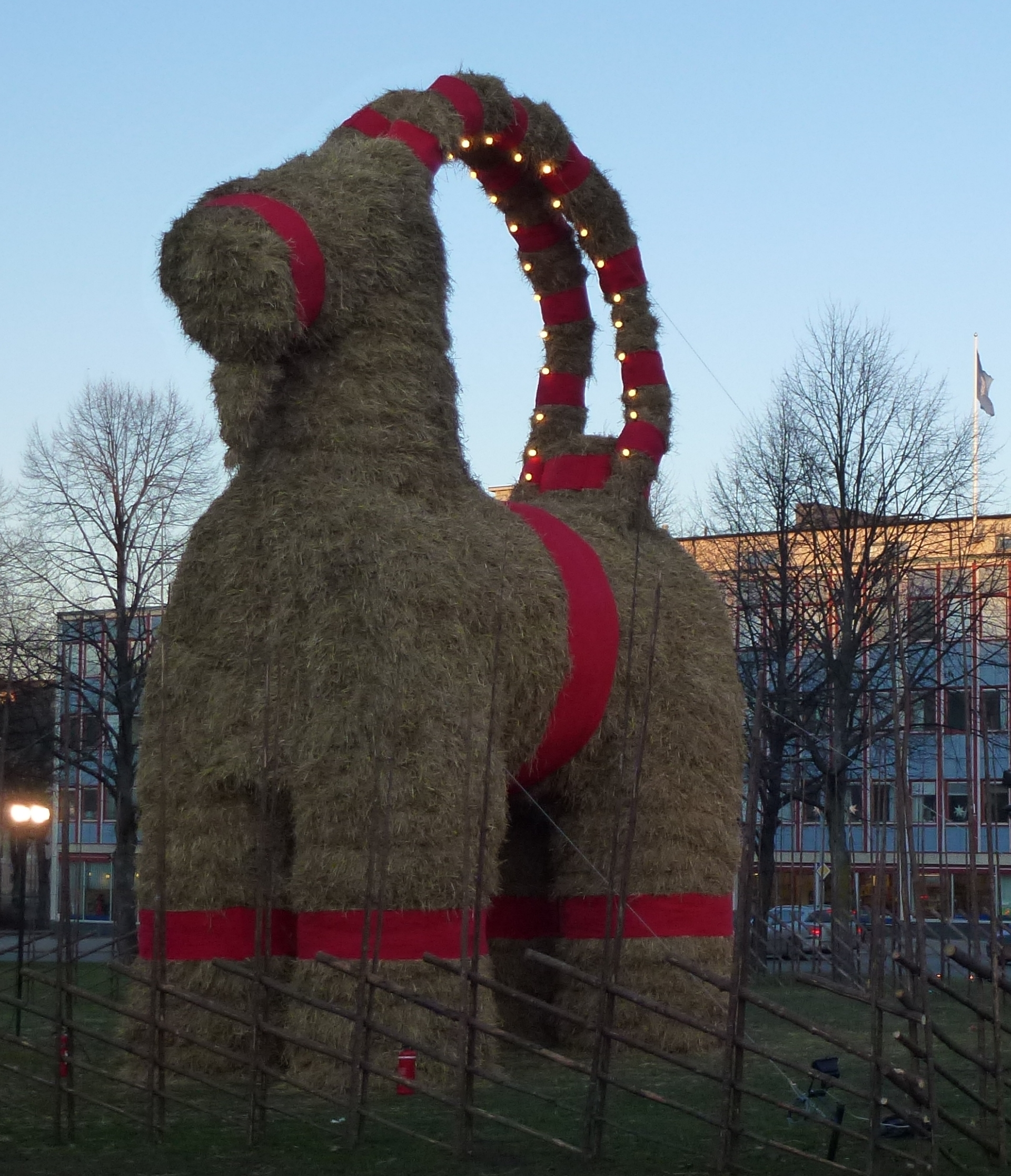
Евльский козел, 2011

Евльский козёл (швед. julbocken i Gävle или Gävlebocken) — огромная сделанная из соломы фигура сказочного козла, сопровождающего шведского рождественского персонажа Юлебукка. Козла устанавливают каждый год в течение двух дней в начале адвента на замковой площади (швед. Slottstorget) в центре города Евле. Евльский козёл стал знаменитым в том числе и благодаря тому, что почти каждый год хулиганами предпринимаются попытки его сжечь.

## История

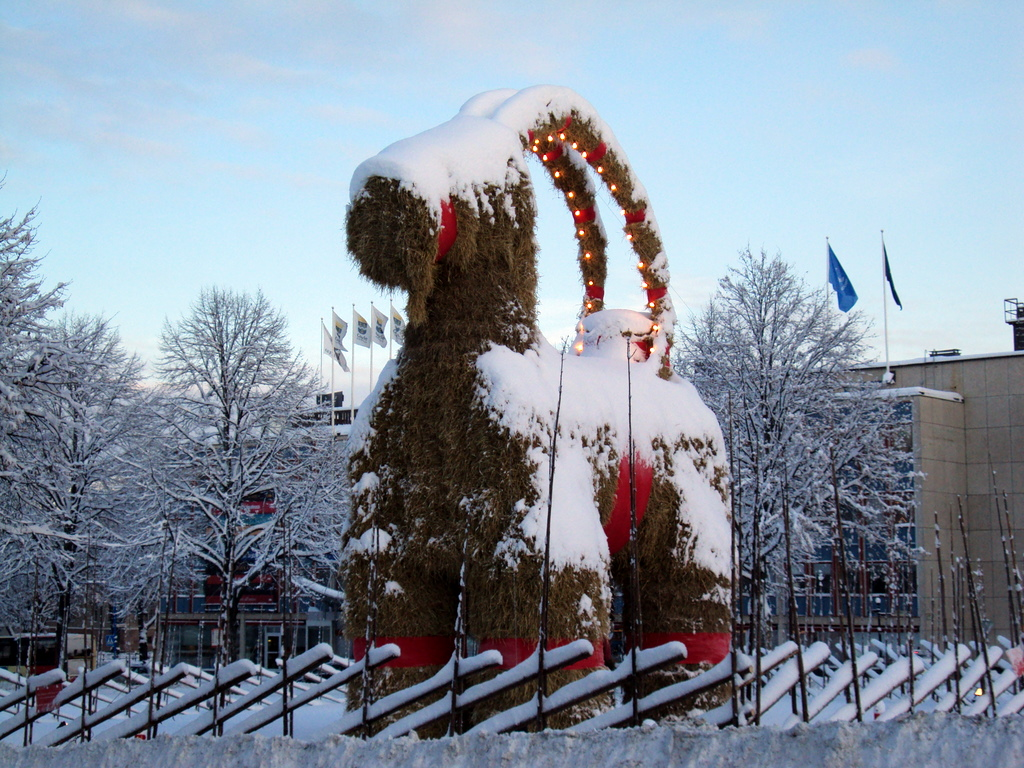
Евльский козёл, 2009

История Евльского Козла берёт своё начало в 1966 году, когда Стигу Гавлену пришла в голову идея построить увеличенную версию Юлебукка и установить в центре города. Первый Евльский Козёл был 13 метров в высоту, 7 метров в длину и весил приблизительно 3 тонны. Был подожжён неизвестными людьми в новогоднюю ночь. С тех пор попытки поджечь козла стали неофициальной традицией, 17 декабря 2021 года он был сожжён в 30-й раз.

## Хронология

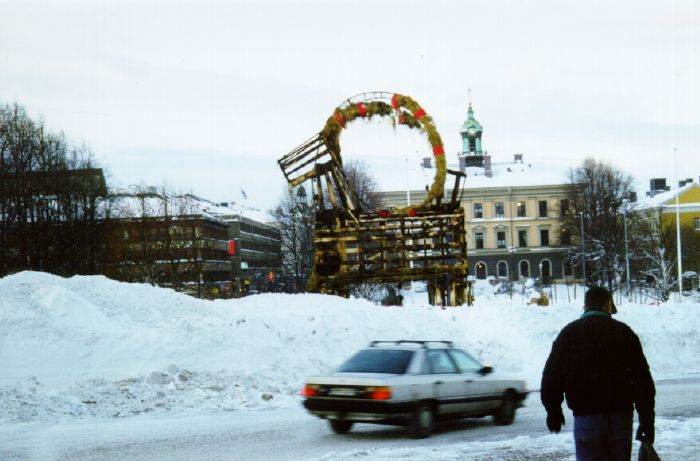
Частично сгоревший козёл, 1998

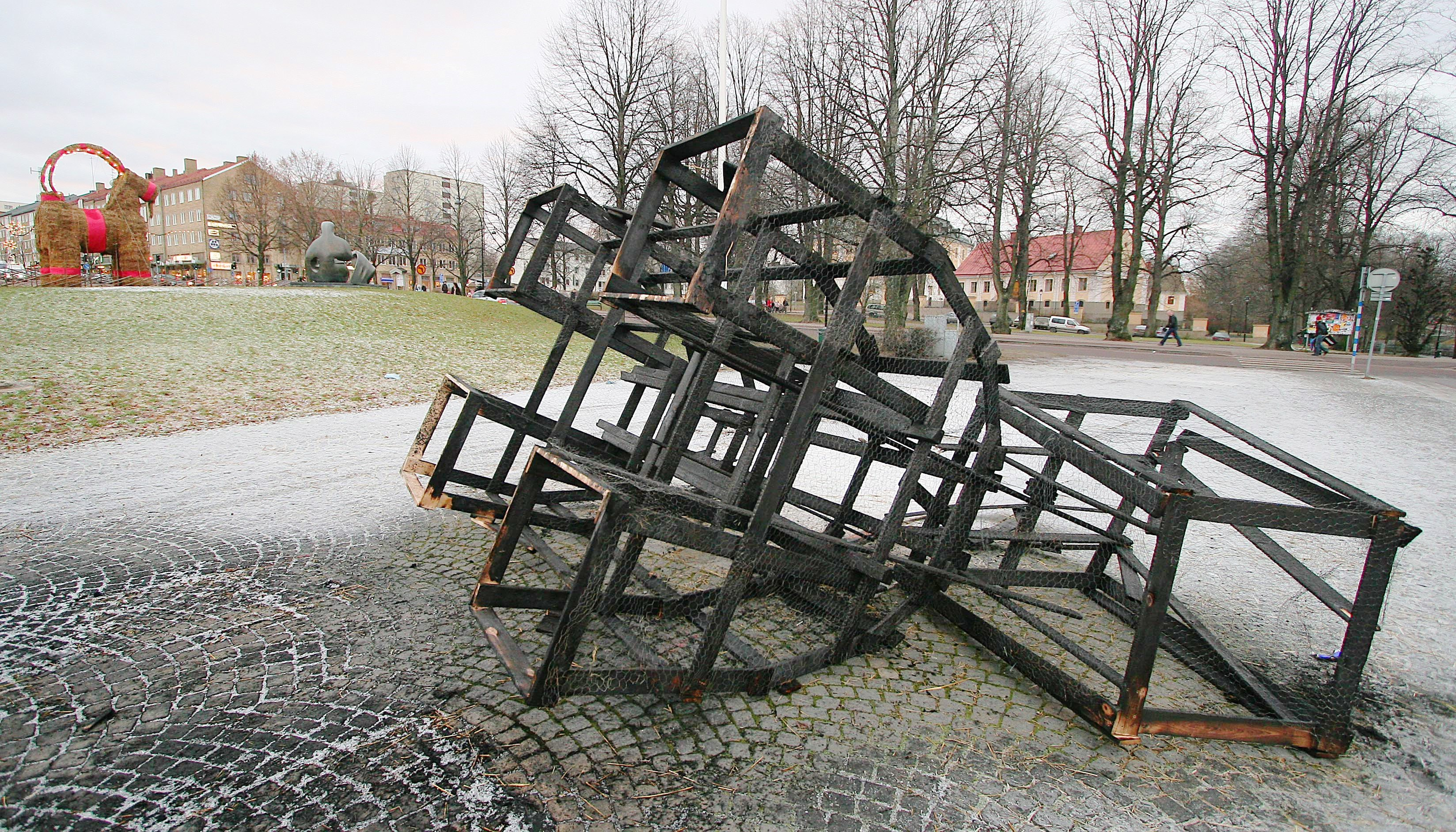
Каркас сгоревшего «малого козла», на фоне виден «Большой» Евльский козёл, 2006 год

- 1966: Козёл был возведён впервые. Сожжён в новогоднюю ночь. Нарушитель был найден и осуждён за вандализм[1].
- 1968: Козёл уцелел. До этого года вокруг него не было ограждения, и дети могли свободно играть вокруг и внутри него.
- 1969: Сгорел в новогоднюю ночь[1].
- 1970: Козёл сгорел всего через 6 часов после того, как его установили. Благодаря денежным пожертвованиям был построен заново, только вместо соломы был использован камыш.
- 1971: Уничтожен.
- 1972: Разрушен[1].
- 1973: Похищен[1].
- 1974: Сгорел[1].
- 1975: Рухнул под собственным весом.
- 1976: Сбит машиной. Студент на Volvo Amazon протаранил одну из ног, что привело к падению скульптуры.
- 1978: Разрушен[1].
- 1979: Сожжён ещё до того, как закончили его возводить. Новый был пропитан специальным веществом, препятствующим воспламенению. Тем не менее был разрушен.
- 1980: Сожжён в рождественскую ночь[1].
- 1982: Сожжён 13 декабря[1].
- 1983: Были разрушены ноги[1].
- 1984: Сожжён 12 декабря[1].
- 1985: Вокруг козла был установлен металлический забор высотой 2 метра. Сгорел в январе[1].
- 1986: Сгорел за день до Рождества[1].
- 1987: Несмотря на то, что был хорошо защищён от огня, сгорел за неделю до Рождества.
- 1989: Сгорел до того как закончили его возведение. Был построен новый Козёл, но и он сгорел в январе[1].
- 1990: Ничего не произошло. В этот раз козла охраняли добровольцы[1].
- 1991: Сгорел утром в Рождество[1].
- 1992: Сгорел через 8 дней. Был построен новый, которого сожгли на следующий день. Следующий Козёл был сожжён 20 декабря. Преступник был пойман и отправлен в тюрьму[1].
- 1995: Гражданин Норвегии был арестован за попытку поджога. Козёл сгорел утром в Рождество[1].
- 1997: Поврежден фейерверком.
- 1998: Сгорел 11 декабря[1].
- 1999: Сгорел через 2 часа после того, как был возведён[1].
- 2000: Сгорел за два дня до нового года[1].
- 2001: 51-летний гражданин США Лоренс Джонс был арестован за поджог. На суде он заявил, что считал поджог Козла официально разрешённым, однако был приговорён к 18 суткам тюрьмы и штрафу в 100 тысяч шведских крон (около 15 тысяч долларов США)
- 2002: 22-летний житель Стокгольма пытался поджечь Козла, но попытка не увенчалась успехом.
- 2003: Сгорел 12 декабря[1].
- 2004: Сгорел 21 декабря[1].
- 2005: Подожжён неизвестными вандалами, одетыми в костюмы Санта-Клауса.
- 2006: Были предприняты попытки поджечь Козла, однако все они не увенчались успехом.
- 2007: Разрушен 13 декабря. Был возведен новый Козёл, с которым ничего не произошло.
- 2008: Сгорел 27 декабря.
- 2009: Сгорел 23 декабря.
- 2010: Были предприняты попытки сжечь козла, однако все они не увенчались успехом.
- 2011: Сгорел рано утром 2 декабря.
- 2012: Был сожжён 12 декабря.
- 2013: Несмотря на то, что был обработан огнестойкими средствами, сгорел 21 декабря.
- 2014: К статуе было привлечено большое количество посетителей, чтобы помешать акту вандализма, и она осталась невредимой в четвёртый раз в истории. После Рождества козёл должен был быть представлен на праздновании нового года в Китае[2].
- 2015: Сгорел 27 декабря. Один подозреваемый был арестован[3][4].
- 2016: Сожжён 28 ноября. Неизвестный бросил в козла бутылку с горючей смесью[5].
- 2017: Ничего не произошло.
- 2018: Благодаря круглосуточной охране, двойному забору и трансляции через веб-камеры[6], козёл остался невредимым второй год подряд.
- 2019: Двойной забор, 50 человек охраны. Уцелел.
- 2020: Установлен 29 ноября, церемония проходила онлайн из-за пандемии.
- 2021: Сожжён 17 декабря[7][8].
- 2022: Уцелел, впервые возведён на эспланаде ратуши[9].
- 2023: Простоял до конца праздников под круглосуточной охраной, но из-за соломы с оставшимся в ней неубранным зерном был до каркаса обглодан галками[10].
- 2024: Круглосуточная охрана и веб-камера с трансляцией онлайн[11]. Более устойчивая к галкам солома[12]. 13 декабря в сети распространились фейковые фото горящего козла[13]. Гибель опровергнута, козёл уцелел.